# Jinonický akcíz

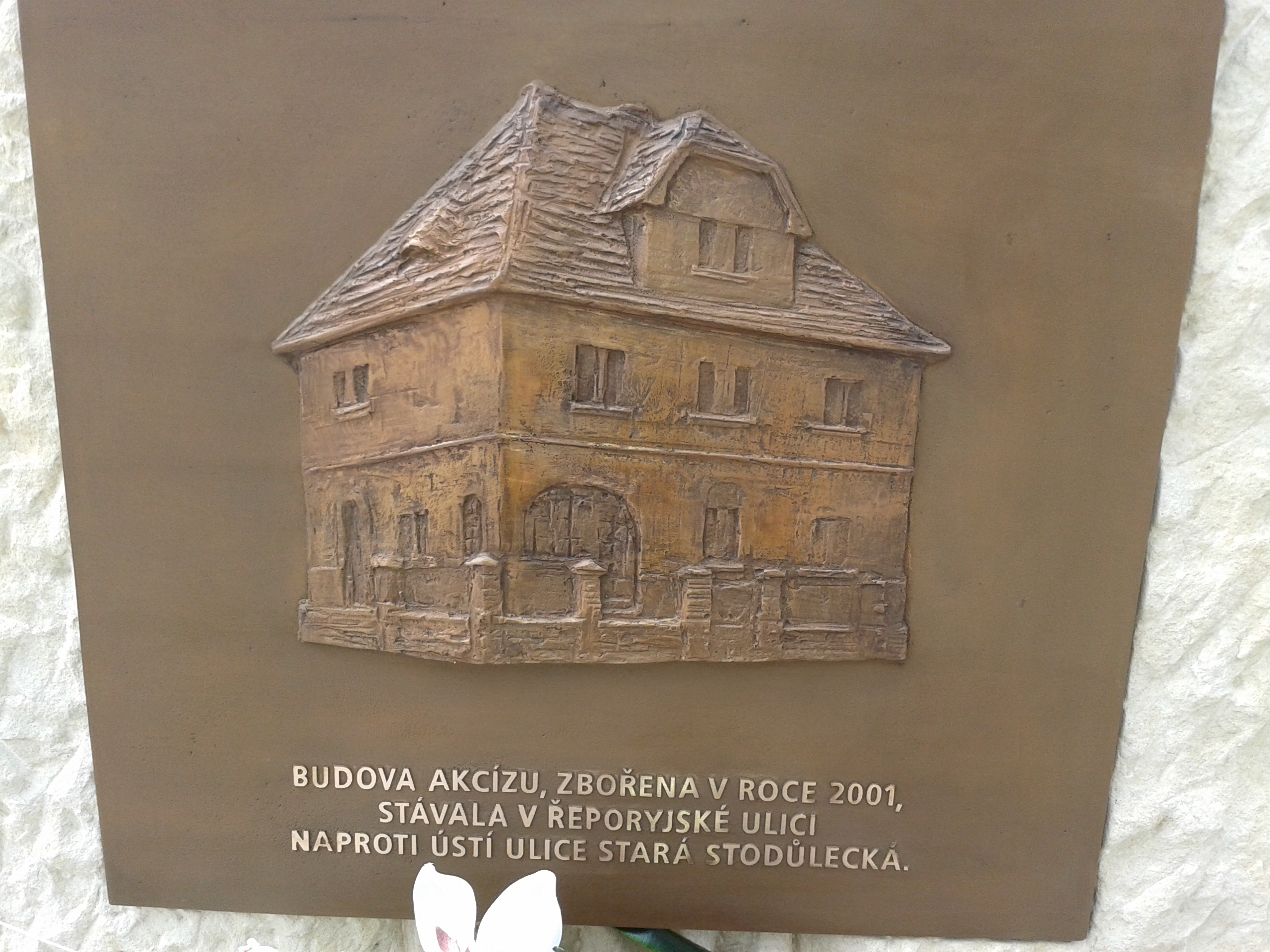
Reliéf jinonického akcízu
(pamětní deska: Praha, 2014)

Jinonický akcíz byl starý dům stojící osamoceně na okraji Jinonic, kde původně sídlil prvorepublikový celní úřad. Dům byl zbourán v roce 2001, a to navzdory úzkému spojení jeho historie s domácím odbojem za protektorátu. V domě tehdy působila nekomunistická odbojová skupina, která až do roku 1941 odesílala ilegální vysílačkou Sparta I tajné depeše do Vojenské radiové ústředny (VRÚ) ve Woldinghamu u Londýna.
V noci z 3. na 4. října 1941 zde došlo k tragédii. Gestapo tehdy zachytilo opakované vysílání z okolí Jinonic a podařilo se mu tuto ilegální vysílačku zaměřit. Na lokalizované místo dorazila zatýkací komanda gestapa, která akcíz obsadila. Následně došlo právě v akcízu k zatčení přítomných účastníků domácího odboje. Likvidací radiostanice Sparta I došlo k definitivnímu přerušení radiotelegrafního kontaktu s Londýnem. Jako vzpomínku na hrdinské činy zdejších bojovníků proti nacismu byla po válce na dům umístěna pamětní deska. Ta se jako jediná část tehdejšího jinonického akcízu dochovala a byla přenesena do místní sokolovny.

## Budova akcízu

### Za protektorátu
Po zřízení Protektorátu Čechy a Morava 15. března 1939 se začal formovat nekomunistický, demokraticky orientovaný český odboj, kterého se účastnili i lidé žijící ve Stodůlkách a Jinonicích. Centrem odboje byla budova akcízu na rozcestí Řeporyjské a Staré Stodůlecké ulice, tedy na hranicích tehdejší Velké Prahy.  Budova původně sloužila pro výběr poplatků za zboží dovážené z venkova do Prahy. Protože však výběr potravinové daně pomalu končil (na území Protektorátu Čechy a Morava došlo k ukončení jejího výběru k 28. květnu 1942) a budova akcízu stála stranou, osamoceně v polích za obcí, vybrali si ji zdejší protinacističtí odbojáři za své centrum. Pro umístění ilegální vysílačky ovšem tento objekt příliš vhodný nebyl, neboť pro svou viditelnost z dálky byl snadno zaměřitelný.

### Po skončení války

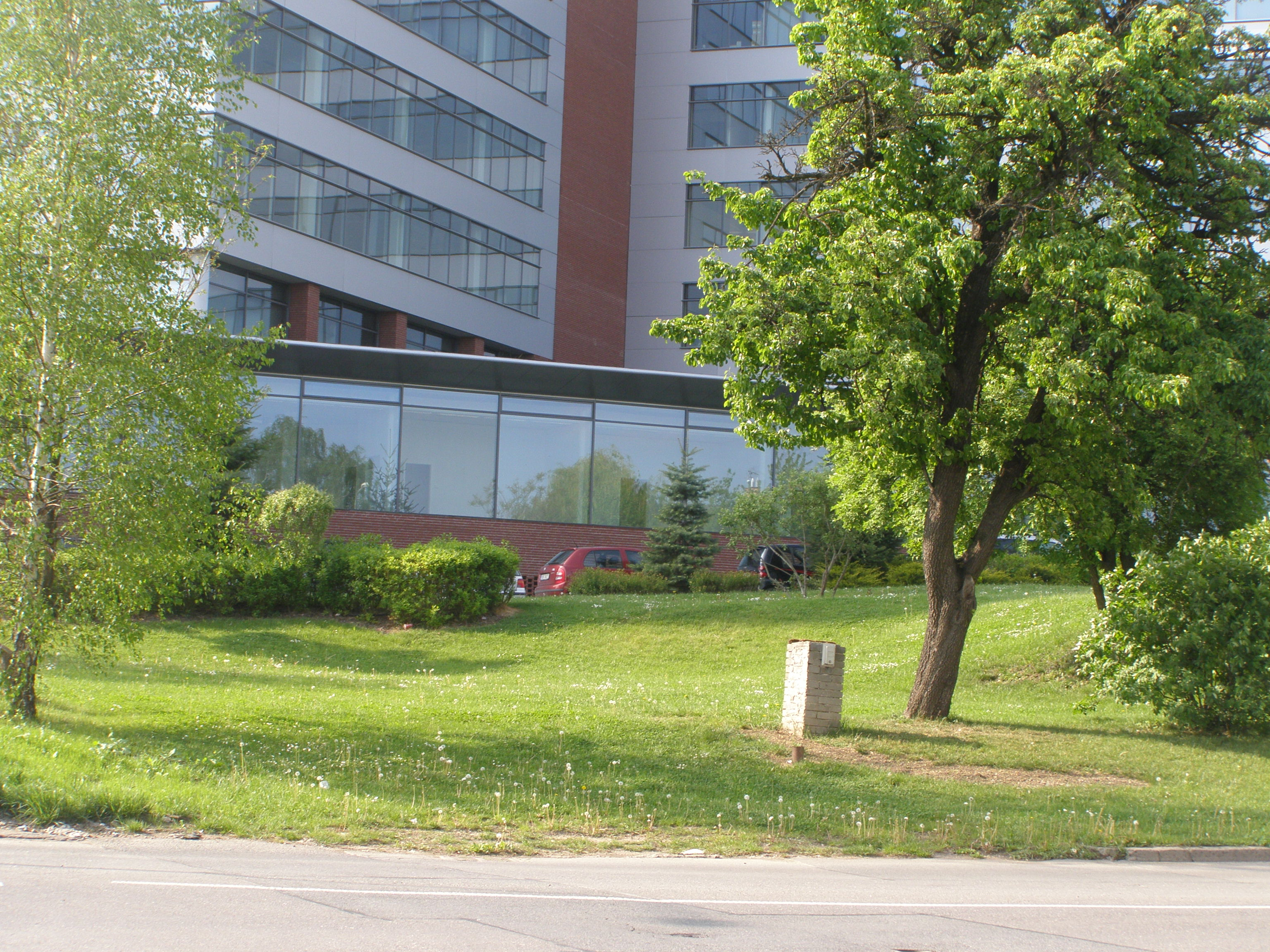
Místo, kde stávala bývalá budova jinonického akcízu

Po skončení války byla na dům jinonického akcízu umístěna pamětní deska. V poválečných letech došlo k přestavění objektu na obytný dům. Dům byl podsklepen a obsahoval i betonový kryt využívaný po válce obyvateli jako sklad a prádelna. Do patra vedlo z přízemí velké dřevěné schodiště s vyřezávaným zábradlím. V prvním patře se na pravé straně nacházely dvě malé místnosti, a sice spíž a záchod. Objekt vlastnila policie, později přešel do majetku národního výboru. Obyvatelé akcízu se vystěhovávali a budova tak postupně ztrácela svou obytnou funkci. Následně se stala zázemím při stavbě metra trasy B (pro své kanceláře ji využívala společnost Metrostav). Jakmile se při projekci inženýrských sítí k zásobování energiemi pro metro a nové sídliště ukázalo, že jim budova stojí v cestě, byla v roce 2001 stržena. A to i přesto, že v té době měla již částečně opravenou střechu. Ze všech akcízů, které stály kolem Prahy, byl zbourán jen tento jediný, historicky významný. Na místě, kde dříve stával, je pouze travnatá plocha osázená stromy. Jen reliéf terénu dává tušit, že tu kdysi nějaká stavba stála. Pamětní deska na počest gestapem zavražděných a umučených hrdinů byla z akcízu přemístěna do vstupních prostor stanice metra Nové Butovice a posléze do budovy TJ Sokol Jinonice, kde se nachází dodnes.

## Jinonická odbojová skupina
Jinonická odbojová skupina organizace Ústředního vedení odboje domácího (ÚVOD) vznikla již v roce 1939. Jejím zakladatelem byl tehdejší velitel akcízu Karel Prokop se svým synem Miroslavem, toho času studentem obchodní školy, členem Skauta a Sokola. Spolu s nimi patřil mezi členy Jiří Morstein, který provozoval hostinec „Na Staré“ a také jej využíval k ilegální činnosti. K dalším členům odbojové skupiny se řadili i vojáci československé armády, kteří neodešli do zahraničí ale pracovali jako součást protinacistického nekomunistického odboje. V roce 1941, rok před událostmi spojenými s atentátem na Heydricha, zajišťovala jinonická skupina jediné spojení Protektorátu se zpravodajskou centrálou v Londýně. Skupina se také podílela na vydávání ilegálního odbojového časopisu V boj. Aktivity jinonické odbojové skupiny dosáhly vrcholu během roku 1941, kdy získávali sbírkami finanční prostředky pro podporu uprchlíků skrývajících se před gestapem, starali se o obživu těchto běženců a obstarávali jim byty.

### Hostinec Na Staré

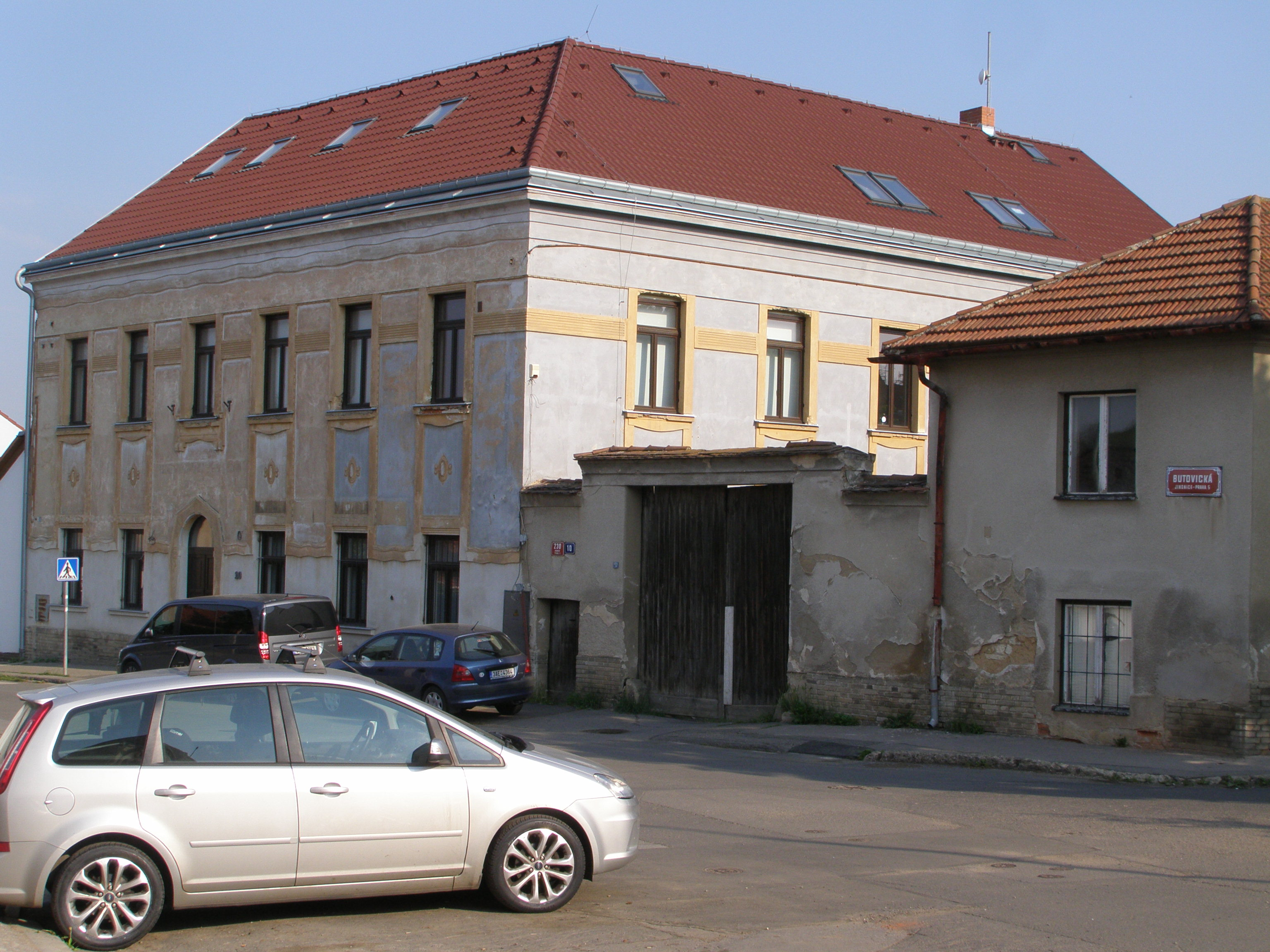
Budova bývalého hostince „Na Staré“

Nedaleko akcízu stával hostinec „Na Staré“. Z jeho podkrovní místnosti někdy vysílali Jindřich Klečka s druhým radiotelegrafistou Otto Linhartem ale prostory využívali také k přechovávání radiostanic. Operátoři pomocí zde umístěné radiostanice Sparta II navazovali v letech 1940–1941 spojení s Vojenskou radiovou ústřednou ve Woldinghamu u Londýna. I tento úkryt ovšem gestapo odhalilo. Hostinského Jiřího Morsteina sice nacisté věznili v koncentračním táboře, ale po válce se vrátil domů. Změnil si jméno na Jiří Chaloupka a odstěhoval se do Ústí nad Labem.

## Akcíz před osudnými událostmi na podzim roku 1941
Postupem času měnila vysílačka Sparta I svá vysílací stanoviště. Do budovy jinonického akcízu byla radiostanice definitivně přesunuta 1. srpna 1941. V přízemí budovy se nacházela kancelář finanční stráže, v prvním poschodí byt velitele stanice Karla Prokopa, ve kterém bydlel se svou manželkou Emilií a jejich synem Miroslavem. V bytě se také nacházela vysílačka Sparta I, obsluhovaná někdejším četařem československé armády Jindřichem Klečkou  a Otto Linhartem. Pomocníkem radiotelegrafistů byl Antonín Němeček. Na ilegální činnosti v akcízu se podílel také celní úředník Stanislav Medřík. Aktivita skupiny v jinonickém akcízu vyvrcholila v posledních zářijových dnech roku 1941. Tou dobou již gestapo vědělo, že se na jihozápadním okraji Prahy pravidelně ozývá vysílač, jehož akční rádius dosahuje do Londýna. Nad Jinonicemi proto kroužilo letadlo se speciálními zaměřovacími anténami. Dnešní přírodní památkou – Prokopským údolím (nacházejícím se nedaleko Jinonic) projížděla tehdy (pod velením hauptmana Leonharda Kosche) křížem krážem různě maskovaná policejní auta vybavená zaměřovacími goniometry a pátrala po ilegální vysílačce.

## Osudový večer
V osudný den 3. října 1941 odesílala vysílačka Sparta I depeše ve dvou relacích. Nejprve dopoledne odvysílala celkem jedenáct depeší a podruhé ten den zahájila své vysílání v 15.30 a ukončila ho ve 23.35. Před půlnocí na 4. října vyšel Karel Prokop před budovu akcízu za Stanislavem Medříkem, který zde hlídkoval. Uvnitř budovy zůstal zbytek Prokopovy rodiny, tedy jeho manželka Emílie s jejich synem Miroslavem, a pomocník telegrafistů Antonín Němeček.
Těsně před půlnocí se gestapu podařilo vysílačku Sparta I konečně zaměřit. Hlídkující Stanislav Medřík následně zpozoroval od Jinonic pomalu přijíždějící auto k akcízu. Upozornil na něj Karla Prokopa a nabádal ho, aby Jindřich Klečka přerušil vysílání. Prokop ale odmítl s odůvodněním, že vysílání musí být dokončeno. Následující události nabraly rychlý spád. U akcízu náhle zastavilo policejní auto a po něm i druhé. Vyskákali z nich úředníci gestapa v čele s osmadvacetiletým kriminálním komisařem SS-Hauptsturmführerem Dittmarem Bingelem, který měl na starosti zvláštní skupinu pátrající po černé vysílačce v pražském okolí. Akci kromě Bingela vedl také čtyřicetiletý kriminální tajemník Josef Chalupský.

### Velitel akcízu Karel Prokop (1893–1943)
Jeden z gestapáků přinutil Karla Prokopa jít nahoru do bytu a druhý chytil Stanislava Medříka a táhl ho do kanceláře. Náhle se však Prokop svému strážci v tmavé chodbě vysmekl a uskočil ke dveřím do dvora. V mžiku jimi proběhl, zabouchl je za sebou a otočil klíčem. Následně prchal zadem z domu, aniž hlídka před akcízem tušila, co se uvnitř domu děje. Když zaskočený příslušník gestapa vyběhl ven, měl již Karel Prokop pěkný náskok. Na dům zamířily světlomety automobilů a gestapo obklíčilo celé okolí vily. V té době však velitel finančníků vyběhl přes zahradu do polí a v nich se svým pronásledovatelům ztratil. Karel Prokop uprchl k členovi jinonické odbojové skupiny Jiřímu Pilmajerovi do Slivence, kde se krátce ukrýval v jeho domku (dnešní adresa V Zálesí 756/7, Praha-Hlubočepy), ze kterého v minulosti vysílala radiostanice Sparta I.

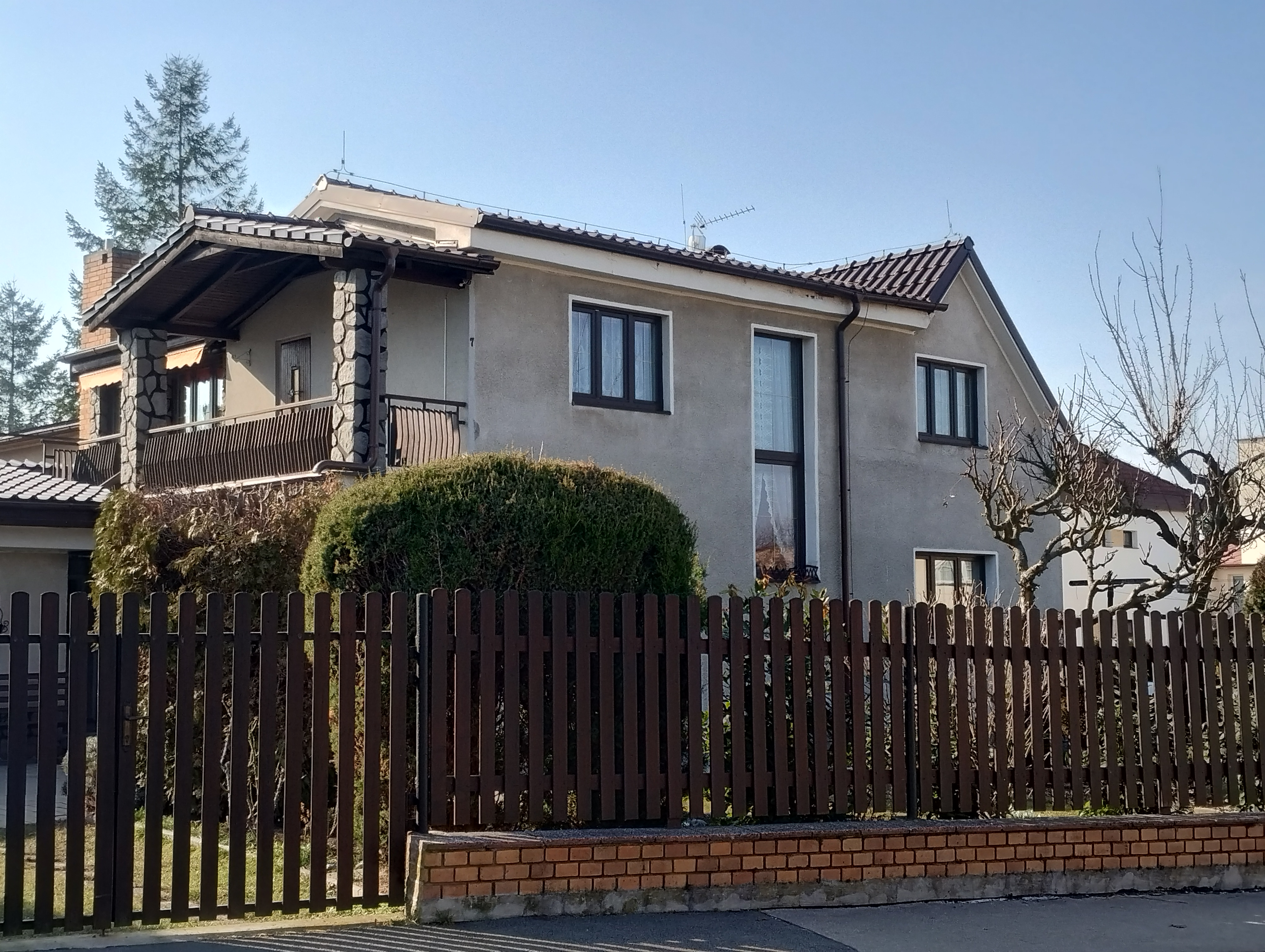
Dům Jiřího Pilmajera dnes (2025), V Zálesí 756/7, Praha 5-Hlubočepy (za protektorátu Pražská čtvrť, Slivenec)

Ze Slivence pokračoval pěšky až do Karlštejna (což je asi 20 kilometrů). Tady nastoupil do vlaku směr Plzeň, kde se ukryl jako pacient na klinice profesora MUDr. Františka Šimera a jeho asistenta MUDr. Viléma Hlinky.
Dne 4. července 1942 však přesto Karla Prokopa zatkli. Podle dochované osobní karty byl obžalován z přípravy spiknutí a při tzv. „krvavých nocích“ dne 8. září 1943 jej popravili ve věznici v Berlíně-Plötzensee.

### Člen finanční stráže Stanislav Medřík (1897–1942)
Člen finanční stráže Stanislav Medřík byl po svém zatčení propuštěn. Jeho zatčení bylo výsledkem nešťastné shody náhod. Nemohli mu totiž nic dokázat, protože on byl v akcízu ve službě. Znovu jej však zatkli asi dva týdny po zátahu na Spartu I, a to zřejmě pro udání, že nedovoleně přechovává zbraně (deset pistolí včetně nábojů měl původně ukryté v králíkárně. Tam šlo gestapo při domovní prohlídce najisto. Nic ale nenalezlo, protože je Medřík včas přemístil do suché žumpy, kde ovšem gestapo zbraně nehledalo). Medříka umístili na Pankrác, odtud jej přesunuli do Terezína, a když tam začali budovat ghetto, převezli ho do Mauthausenu. Dne 8. května 1942 obdržela jeho manželka a tehdy dvanáctiletý syn Zdeněk zprávu, že jejich otec 5. dubna 1942 zemřel.

### Radiotelegrafista Jindřich Klečka (1913–4.října 1941)
Telegrafista Jindřich Klečka (krycí jméno František Dušek) po napadení akcízu gestapem část depeší zničil. Uprchl po dřevěných schodech z přízemí do patra a zamkl a zabarikádoval se na zdejším záchodě spolu s Antonínem Němečkem. (Zde se pokoušeli pokračovat
v ničení zbylých konceptů.) Když je gestapo objevilo, za velkého řevu a bouchání do dřevěné stěny na chodbě několikrát vystřelili do zámku záchodových dveří. V bezvýchodné situaci si Klečka prostřelil hlavu vlastní pistolí. Když se k němu Bingel a Chalupský dostali, ještě žil. Gestapáci se zmocnili zoufalého Němečka a jeli pro lékaře. Nejbližšího z nich MUDr. Vladimíra Milera ale zapřela 
jeho žena, a tak přijel MUDr. Václav Jeníček. Kriminální komisař gestapa Dittmar Bingel sice vyzýval lékaře, že Klečku potřebují živého, ale MUDr. Václav Jeníček tvrdil, že není možnost záchrany života a statečnému radiotelegrafistovi vpíchl morfiovou injekci. (nejspíše proto, aby se Klečka do rukou Gestapa nedostal živý) a telegrafista skutečně zanedlouho zemřel.

### Pomocník radistů Antonín Němeček (1915–1942)
Antonína Němečka odvezlo gestapo na Pankrác do samovazby. Prošel velmi krutými výslechy v Petschkově paláci. Dne 19. ledna 1942 jej odsoudili k trestu smrti a 12. února 1942 popravili v Mauthausenu.

### Syn velitele akcízu Miroslav Prokop (1922–1942)
Miroslav Prokop měl připravený úkryt. Ale objevil jej příliš horlivý protektorátní policista Kraus až skoro k ránu schovaného na půdě ve výklenku za komínem. Člen finanční stráže Stanislav Medřík uvádí, že se Prokop schoval pod necky. Kraus Mirka Prokopa okamžitě vydal gestapu a to jej odvezlo na Pankrác do samovazby. Prošel velmi krutými výslechy v Petschkově paláci. Byl odvezen do Terezína, pak do Mauthausenu a odtud se již nevrátil, neboť ho odsoudili k trestu smrti a 13. února 1942 popravili v Mauthausenu smrtící benzinovou injekcí (vpíchnutou do srdce).

### Manželka velitele akcízu Emilie Prokopová

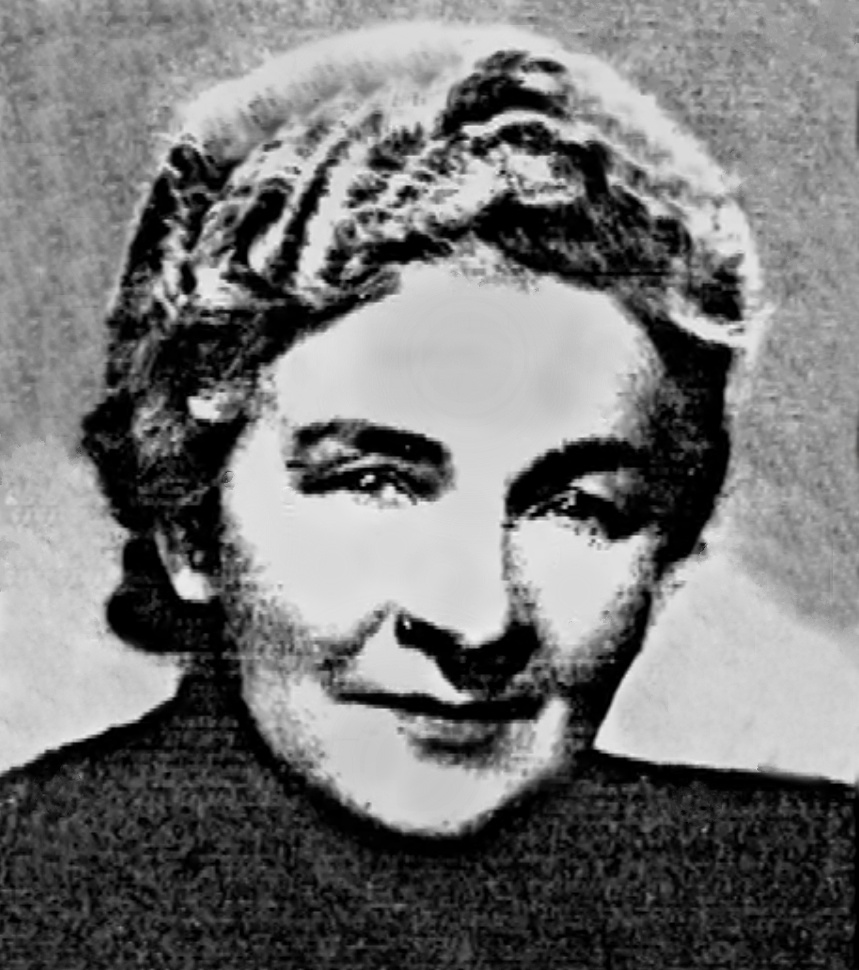
Emilie Prokopová – manželka velitele jinonického akcízu Karla Prokopa

Emilii Prokopovou rovněž při akci zatklo gestapo a hned ji na místě podrobilo výslechu. Cílem zásahu gestapa v akcízu však nebylo jen zlikvidovat členy odboje, ale především získat cenné depeše. Význačnou depeši, kterou na akcíz dopravil kurýr, ve zmatku akce a tmě spolkla paní Emilie Prokopová, na což ale gestapo nepřišlo. Jejím dalším místem pobytu byla Pankrác. Zanedlouho ji pak transportovali i s dalšími ženami do koncentračního tábora Ravensbrück. Tam se poznala s paní Boženou Klečkovou, manželkou telegrafisty Jindřicha Klečky. Obě ženy válku přežily a v koncentračním táboře Ravensbrück se dočkaly osvobození.

## Závěr akce přepadení akcízu a jeho dopady

### Hlášení gestapa o výsledku akce
O zásahu v akcízu vydalo gestapo hlášení, v němž se zmiňuje o zatčení překvapené obsluhy vysílačky včetně dvou bývalých československých vojáků a, jak zpráva uvádí, asi osmnáctiletého syna celníka Prokopa. Dále je zmíněno, že inspektor finanční stráže Karel Prokop se zachránil útěkem z budovy a že radiotelegrafista Jindřich Klečka spáchal v bezvýchodné situaci sebevraždu čímž unikl zatčení. Hlášení dále obsahuje zmínku o zajištění tajné vysílačky, která se v době zásahu ještě nacházela pod proudem.

Ilegální radiostanice Sparta (ilustrační foto)
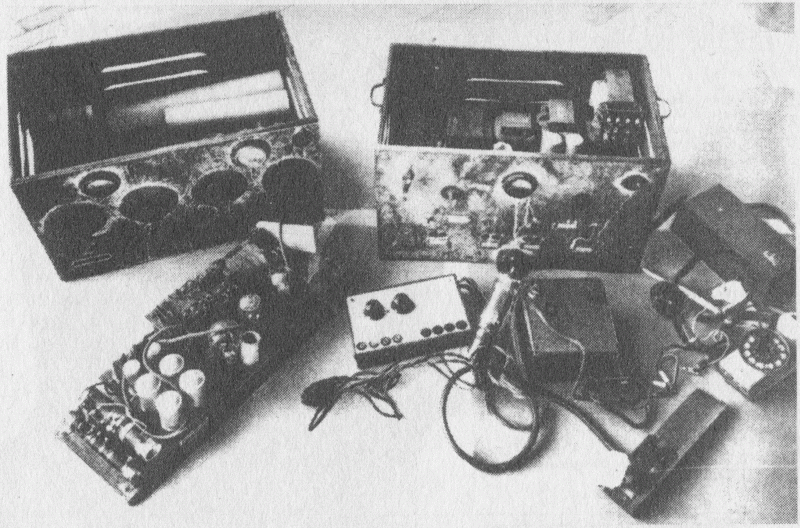
Radiotelegrafický komplet třídy Sparta
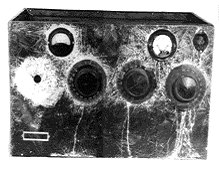
Čelní panel radiostanice třídy Sparta I

### Další zatýkání
Vyhodnocení zásahu gestapa vedlo k zatčení dalších osob a zajištění vysílacího materiálu v obci Jílové u Prahy. Druhého dne po přepadení jinonického akcízu (4. října 1941) se rozběhla nová vlna zatýkání podporovatelů ilegální vysílačky. (V nedalekých Hlubočepích byl mimo jiné zatčen Antonín Springer a jeho žena Anna Springerová). Vlna zatýkání se záhy přenesla i na další odbojové organizace.

### Spojení s Londýnem
Štábní kapitán Václav Morávek se snažil od října 1941 po zániku jinonické radiostanice Sparta opětovně navázat přerušené radiotelegrafické spojení s Anglií. Avšak žádný z pokusů nevedl ke zdárnému výsledku. Jeho vysílačka totiž neměla velký výkon a tak pokud u Londýna i něco zachytili, byla to jen torza ze zasílaných depeší. Odhalením vysílačky Sparta I tak prakticky přestalo, až na ojedinělé výjimky, fungovat radiotelegrafické spojení ÚVODu s londýnským ústředím (i s Agentem A-54 Paulem Thümmelem). To vedlo k následnému výsadku operace Silver A v prosinci roku 1941, vybaveného známější radiostanicí Libuše.

### Rozluštění depeší
K rozluštění depeší vysílaných radiostanicí Sparta I došlo nejpravděpodobněji kolem 17. října 1941. Kvalita šifrovacích klíčů československého šifrovacího systému v letech 1939–1945 odpovídala znalostem jejich tehdejších autorů, kteří vesměs nevěděli nic o metodách luštění šifer a ani si nepřipouštěli slabiny při jejich nevhodném (např. vícenásobném) použití. K chybám patřilo odeslání více depeší stejné délky šifrované během jediného dne, dále nechtěné zákonitosti vzniklé přepisem textů pomocí pevné číselné abecedy, chybou bylo též užívání stejných metod šifrování jako před válkou, stejně tak odesílání popisu nových šifrovacích klíčů proti všem zásadám konspirace, dále výpovědí zatčených o systému šifrování a také neoddělení procesu šifrování od procesu rádiového předávání zpráv. Vlivem těchto nedostatků mohla dobře zapracovaná skupina německých kryptologů takto šifrované zprávy luštit.[zdroj?]

### Agent A-54
Dokumenty nalezené v jinonickém akcízu spolu s dalšími indiciemi umožnily gestapu odhalit totožnost Agenta A-54 Paula Thümmela. Den po útoku na jinonický akciz totiž v bytě Zdeňka Linharta, kde bydlel i radiotelegrafista Jindřich Klečka, nalezlo gestapo radiodepeše, jimiž se předávaly důležité informace Agenta A-54 vedoucím české zpravodajské služby v Londýně. Dne 8. října 1941 zatklo náhodně gestapo v letenském bytě majora letectva RNDr. Josefa Jedličku, který se sice při zatýkání chtěl zastřelit, ovšem pohotovým zásahem kriminálního tajemníka Petereita se mu to nezdařilo. Během výslechů majora Josefa Jedličky se gestapo dozvědělo, že dopadlo sovětského zpravodajského rezidenta. Při prvním výslechu major Josef Jedlička prozradil nejen členy své sítě, ale vypověděl také, že se má v nejbližší době sejít s Kaprem (krycí jméno pro plukovníka Josefa Churavého), jedním z vedoucích činitelů domácího odboje. Dalším ze zatčených byl i docent mineralogie RNDr. Radim Nováček, který během těžkého výslechu doznal, že dešifroval depeše adresované z Londýna profesoru Vladimíru Krajinovi. Na základě výpovědi majora Josefa Jedličky byl plukovník Josef Churavý zatčen 9. října 1941 v 21 hodin na pražském nábřeží Na Františku. Gestapo se marně snažilo využít plukovníka Churavého k identifikaci agenta A-54, i když i on jej viděl jednou během předávání peněz v automobilu. Usvědčujícím důkazem byla gestapem u Churavého nalezená stvrzenka na předanou finanční částku, kterou neznámý podepsal svým krycím jménem.

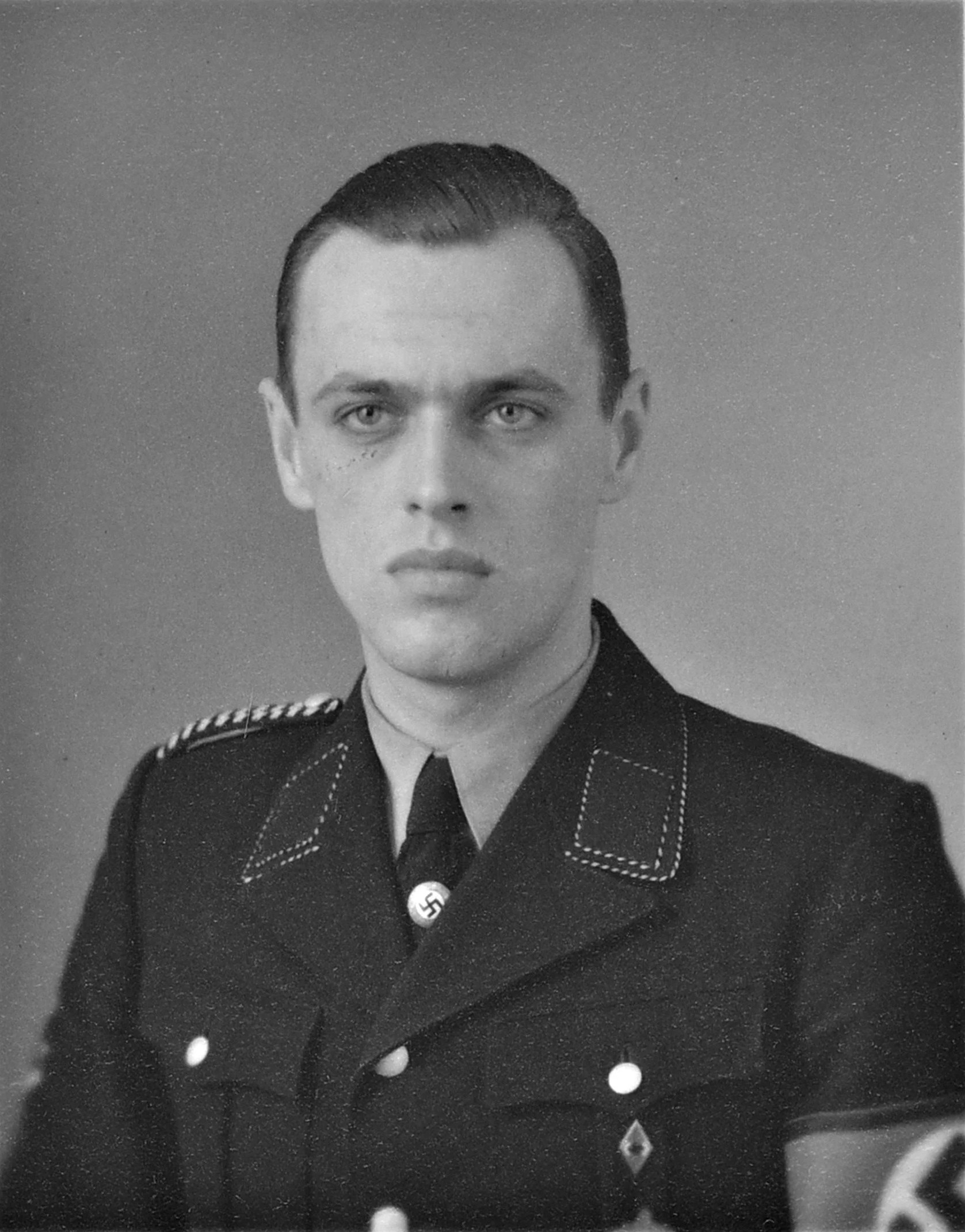
Dittmar Bingel
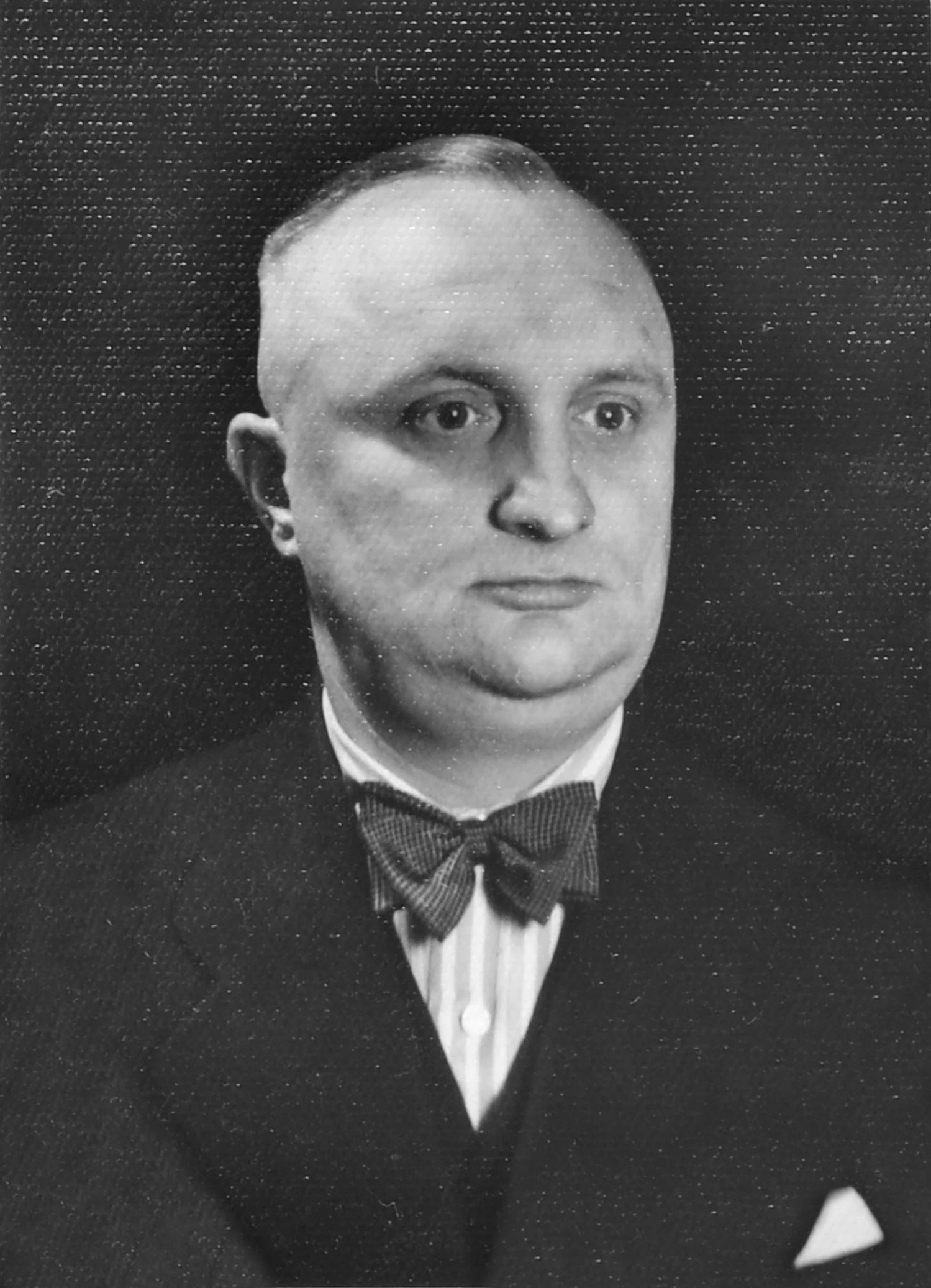
Fritz Petereit

## Původní pamětní deska

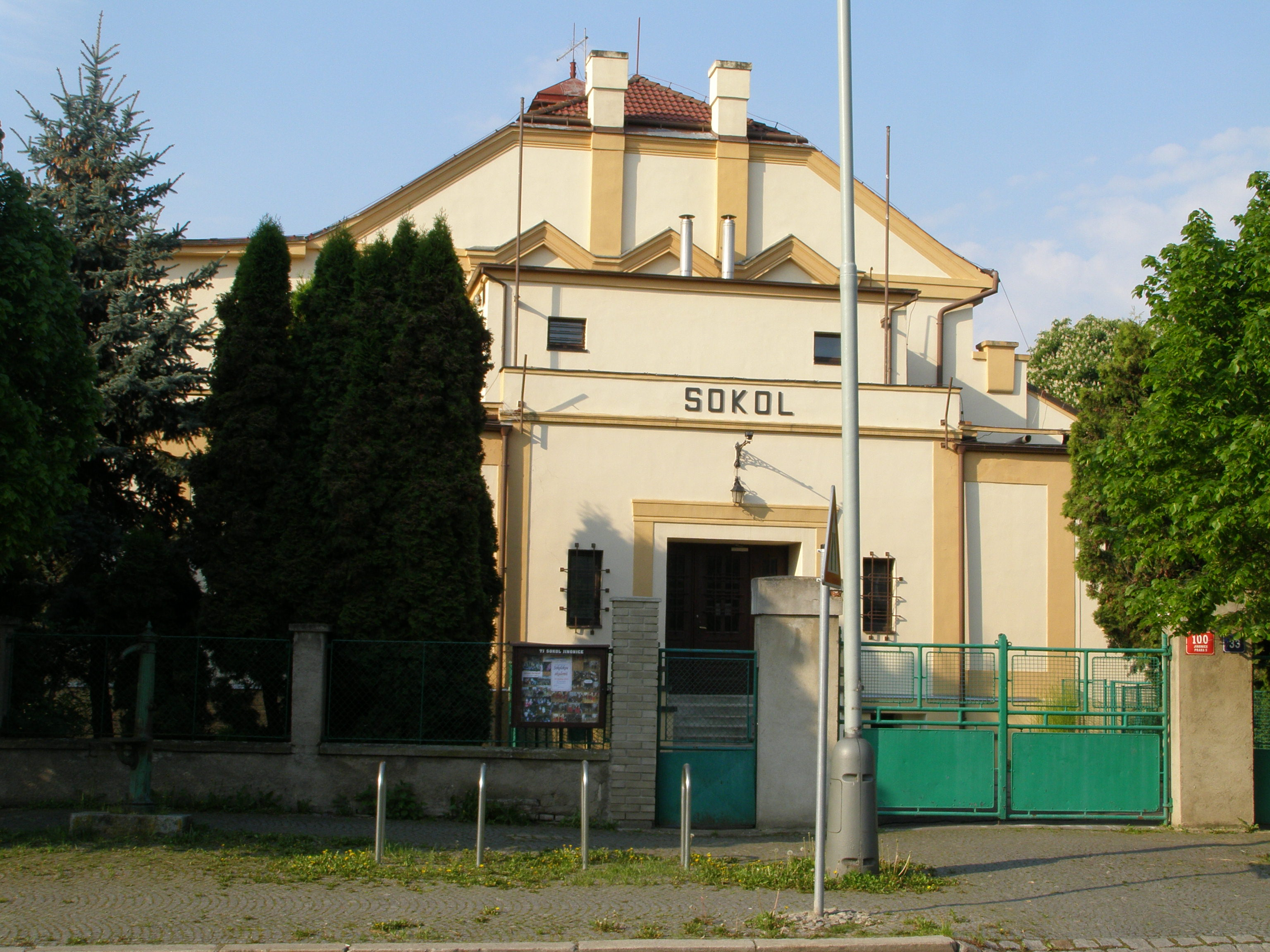
Budova TJ Sokol Praha Jinonice; v předsálí budovy umístěna pamětní deska

Pamětní deska (z černého mramoru) věnovaná pěti obětem přepadení jinonického akcízu je nyní majetkem Dopravního podniku hl. m. Prahy. Původně se nacházela na budově akcízu v Řeporyjské ulici číslo popisné 55. Od roku 1988 se nacházela v opěrné zdi stanice metra Nové Butovice. Z tohoto nedůstojného místa byla v roce 2001 se souhlasem Obvodního úřadu pro Prahu 5 přemístěna do předsíně budovy Sokola (Butovická 33/100, Praha 5 – Jinonice). Na desce je text:
Zde byli přítomni v den vyslání
z 3. na 4. X. 1941 a zatčeni
bojovníci za svobodu
Jindřich Klečka, radiotelegrafista,
nar. 1913 skončil v tomto domě
hrdinnou smrtí dne 4. X. 1941.
Miroslav Prokop, nar. 1922,
popraven v Mauthausenu 13. II. 1942.
Karel Prokop, nar. 1893, popraven
v Berlíně-Plötzensee dne 8. IX. 1943.
Stanislav Medřík, nar. 1897,
zemřel v koncentr. táboře
v Mauthausenu dne 5. V. 1942.
Antonín Němeček, nar. 1915,
popraven v Mauthausenu 12. II. 1942.
původní pamětní deska

## Nový památník hrdinům z jinonického akcízu
Dne 3. října 2014 byl na veřejném prostranství (bulváru) poblíž stanice metra Nové Butovice v Praze 13 slavnostně odhalen nový pískovcový pomník (GPS souřadnice 50°03′03″ s. š., 14°21′01″ v. d.) z dílny akademického sochaře Milana Váchy s bronzovou pamětní deskou připomínající tragické události zátahu gestapa na jinonický akcíz v noci z 3. na 4. října 1941. Nová pamětní deska obsahuje (obdobně jako ta původní, umístěná v budově TJ Sokol Jinonice) jména pěti odbojářů – hrdinů protinacistické odbojové skupiny ÚVOD (Ústředního vedení odboje domácího) z pražských Jinonic, kteří od ledna roku 1941 až do začátku října 1941 poslali zpravodajské centrále do Londýna asi 8,5 tisíce zašifrovaných radiových depeší. Na nové pamětní desce je (kromě jmen odbojářů) také reliéf dnes již neexistující budovy – jinonického akcízu, ze kterého radiové depeše až do osudné noci ilegálně odesílali.
Na nové pamětní desce je text:
Věnováno památce hrdinů 
protinacistické odbojové skupiny organizace ÚVOD 
zatčených během vysílání depeší do Londýna 
v nedaleké budově jinonického akcízu 
při zátahu gestapa v noci z 3. na 4. října 1941

JINDŘICH KLEČKA
 radiotelegrafista 
nar. 1913, zemřel vlastní rukou při zatýkání 4. 10. 1941
MIROSLAV PROKOP
 nar. 1922, popraven v Mauthausenu 13. 2. 1942
KAREL PROKOP
nar. 1893, popraven v Berlíně-Plötzensee 8. 9. 1943
STANISLAV MEDŘÍK
 nar. 1897, zemřel v Mauthausenu 5. 5. 1942
ANTONÍN NĚMEČEK
 nar. 1915, popraven v Mauthausenu 12. 2. 1942
nový památník

Pamětní desky a památníky
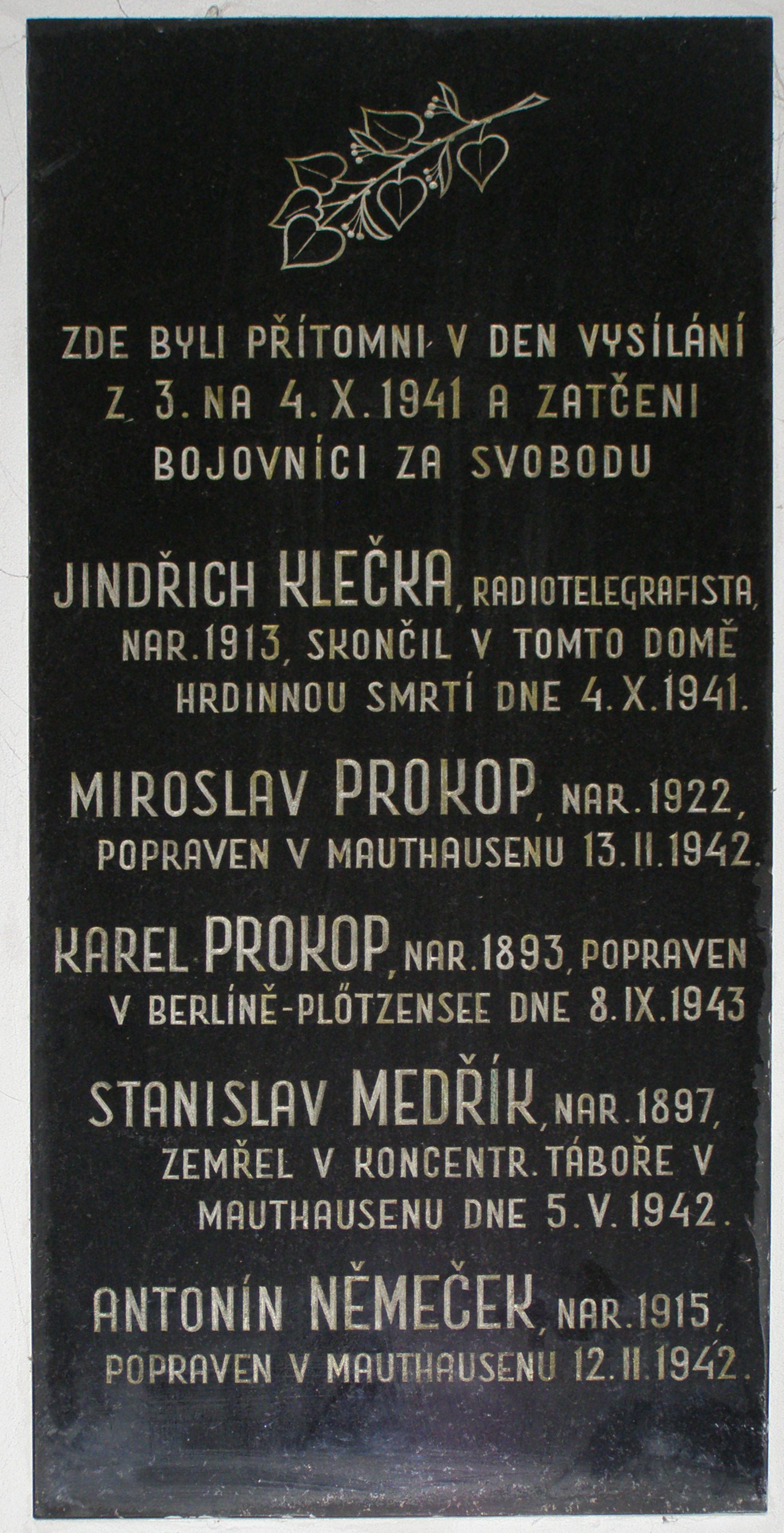
Pamětní deska z jinonického akcízu
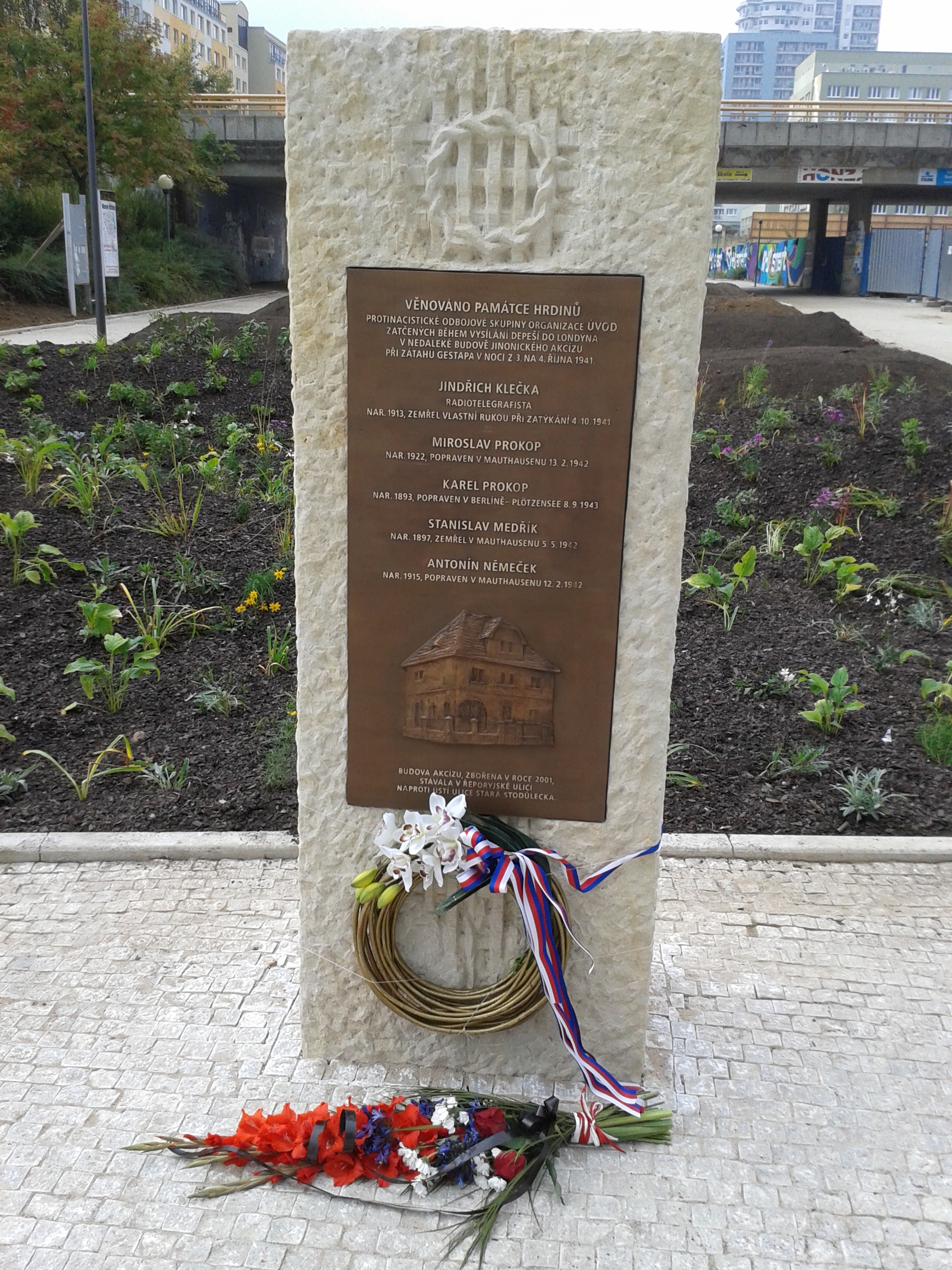
Památník (z roku 2014) hrdinům z jinonického akcízu
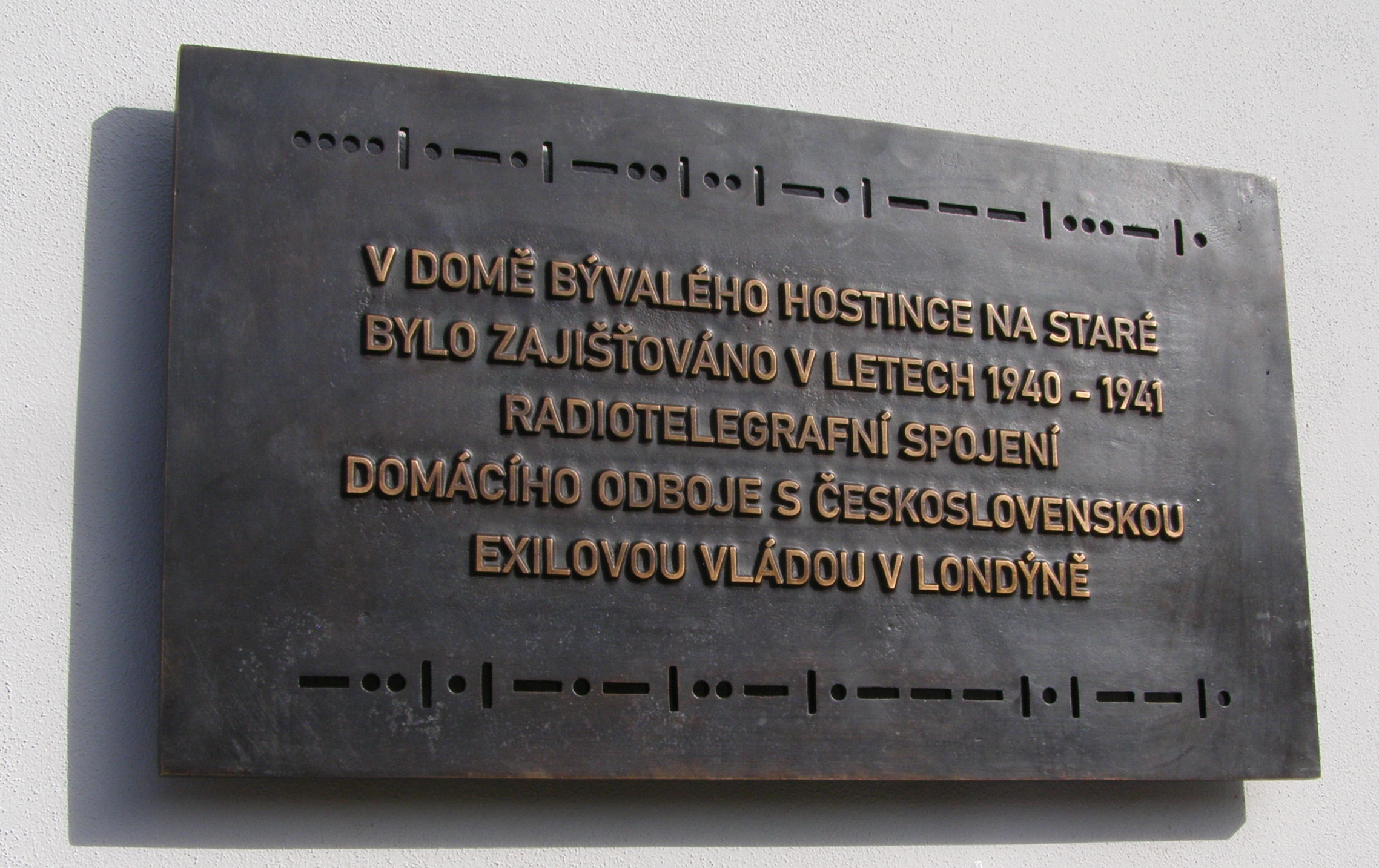
Pamětní deska radiotelegrafistům na bývalém hostinci „Na Staré“ v Jinonicích (2024)